# Бушкрафт
Бушкрафт е умението за оцеляване в природата. Терминът е популяризиран в Южното полукълбо от австралиеца Les Hiddins (the Bush Tucker Man), както и в Северното полукълбо от канадеца от полски произход Mors Kochanski а в последно време придобива значителна популярност в Обединеното кралство покрай телевизионните програми на Ray Mears за бушкрафт и оцеляване. Става все по-популярен и в градските райони, където човек е отделен от природата, като начин да се върне в унисон със селските си корени. Произходът на израза „bushcraft“ идва от уменията на бушмените в Австралия, страната на храсталака (bush – храсталак). Бушкрафта е най-древното умение според друго определение.
Уменията за бушкрафт включват палене на огън, разчитане на следи, лов, риболов, изграждане на подслон, навигация с естествени средства, използване на инструменти като ножове и брадви, снабдяване с вода, конструкция на контейнери от естествени материали, връзване на възли и работа с въжета и върви и тяхното произвеждане, между другото.
Напоследък в интернет ресурса youtube за видеосподеляне набира популярност канала Primitive Technology 